# Stazione di Todi Ponte Naia
La stazione di Todi Ponte Naia è una fermata ferroviaria posta sulla ferrovia Centrale Umbra, al servizio dell'area meridionale del comune di Todi, in provincia di Perugia.

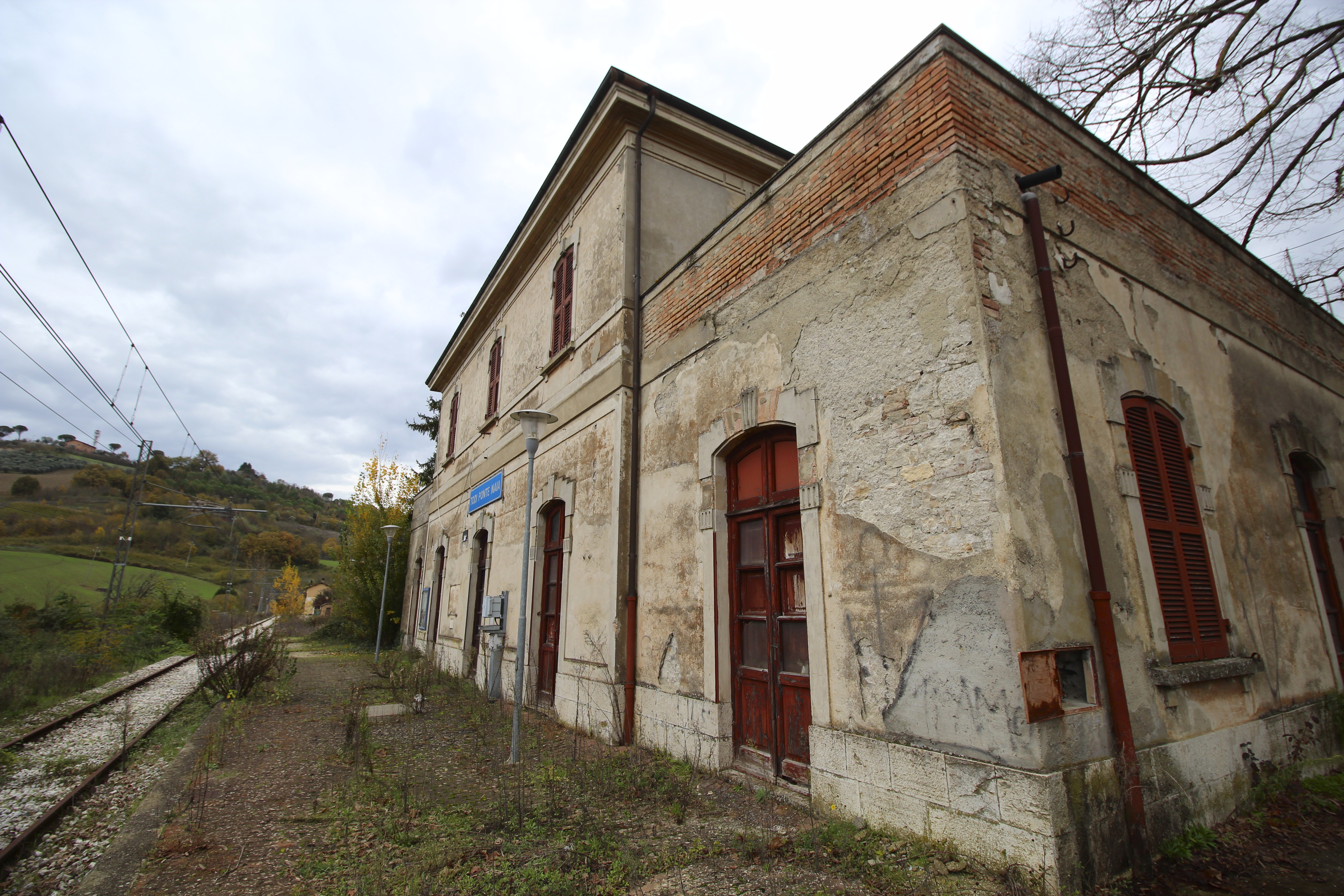

## Storia
La stazione di Todi venne inaugurata il 12 luglio 1915 in concomitanza con l'apertura al servizio del tratto Terni-Umbertide. Successivamente venne declassata a fermata.
Dal 25 dicembre 2017 la fermata è stata chiusa.

## Strutture e impianti
La fermata disponeva di un fabbricato viaggiatori e di uno scalo merci composto da piano caricatore, magazzino e tronchino di accesso. Il piano del ferro si compone di un solo binario servito da banchina, una volta affiancato dal tronchino dello scalo, smantellato. A fianco del fabbricato viaggiatori sono presenti i servizi igienici.

## Movimento
La fermata è servita da treni regionali svolti da Busitalia nell'ambito del contratto di servizio stipulato con la Regione Umbria.

## Servizi
La fermata dispone di:
- Servizi igienici